# Jüdischer Friedhof (Fachbach)

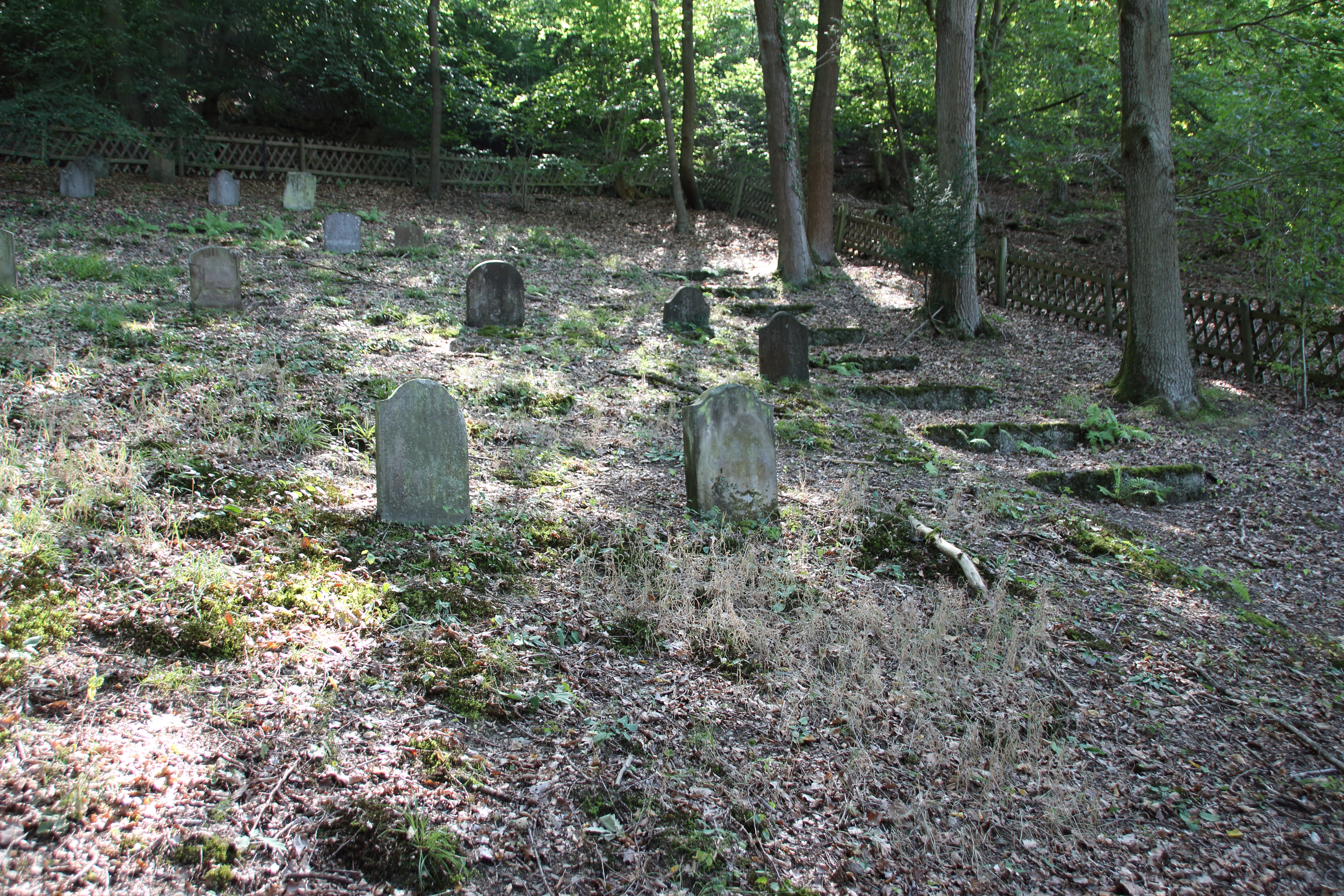
Jüdischer Friedhof Fachbach

Der Jüdische Friedhof Fachbach ist ein Friedhof in der Ortsgemeinde Fachbach im Rhein-Lahn-Kreis in Rheinland-Pfalz. Er steht als Kulturdenkmal unter Denkmalschutz.
Der jüdische Friedhof liegt am östlichen Ortsrand in einer Waldlichtung am Osthang des Fachbachtals, einem Steilhang, und nördlich der Lahn.
Auf dem 974 m² großen Friedhof, der Anfang des 19. Jahrhunderts angelegt wurde, befinden sich 26 Grabsteine vom Anfang des 19. Jahrhunderts bis zum Jahr 1933. Der Friedhof wurde auch von den Juden in Nievern zur Bestattung ihrer Toten genutzt.